# اورلیو اسکاگنلاتو
اورلیو اسکاگنلاتو (انگلیسی: Aurelio Scagnellato; ۲۶ اکتبر ۱۹۳۰ – ۱۰ ژوئیهٔ ۲۰۰۸) بازیکن فوتبال اهل ایتالیا بود.
از باشگاه‌هایی که در آن بازی کرده‌است می‌توان به باشگاه فوتبال پادوا اشاره کرد.